# Surgères
Surgères är en stad och kommun i västra Frankrike, belägen i departementet Charente-Maritime i regionen Nouvelle-Aquitaine.

## Läge
Surgères ligger 30 kilometer öster om La Rochelle som är huvudstad i Charente-Maritime.
Staden ligger också 26 kilometer norr om Rochefort, 60 kilometer norr om Royan och 50 kilometer nordväst om Saintes, de tre andra huvudorterna i Charente-Maritime.
Surgères ligger vid den lilla floden Gères som givit namn åt staden. Surgères är belägen mitt i den gamla provinsen Aunis som framför allt är ett slättlandskap.

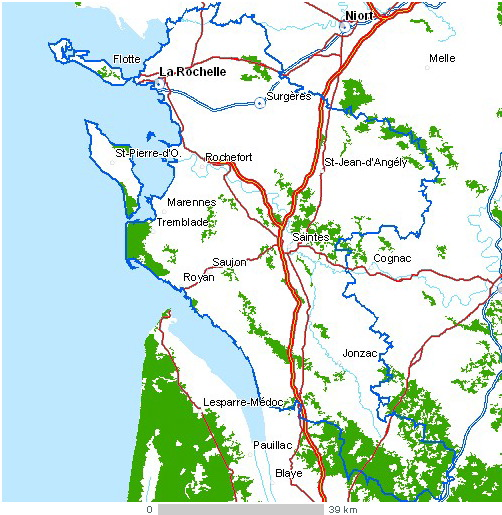
Karta över det franska departementet Charente-Maritime. Surgères ligger öster om La Rochelle.

### Omkringliggande kommuner
I norr ligger byarna Saint-Georges-du-Bois, i nordväst Puyravault och Vouhé, i väster Péré, i sydväst Saint-Germain-de-Marencennes, i söder Vandré, i sydöst Breuil-la-Réorte, i öster Saint-Mard, och i nordöst Saint-Saturnin-du-Bois.

## Befolkning
Surgères har ungefär 6 200 invånare och hamnar på tolfte plats i departementet Charente-Maritime.
År 1946 hade orten omkring 3 600 invånare, ungefär 5 600 år 1968 och 6 000 år 1990.
Dess invånare kallas på franska Surgériennes (f) och Surgériens (m).

## Befolkningsutveckling
Antalet invånare i kommunen Surgères
| Referens: INSEE |

## Näringsliv

### Ett viktigt mejericentrum i västra Frankrike
Staden är mest känd som mejericentrum i västra Frankrike. Ett stort mejeri tillverkar 25 000 ton smör varje år. Staden är också en ledande plats för distribution av mjölk i hela västra Frankrike. Det finns även en nationell skola för mejeriindustri i staden.
Staden är fortfarande ett industrisamhälle med fabrik för Wärtsiläkoncernen. I staden finns också tillverkning av grytor, plastindustrier, sågverk, slakterier och silor.

### En handels- och turistort i Charente-Maritime
Surgères är också en viktig handelsplats med flera köpcentrum och den har också omfattande turism på grund av sin romanska kyrka, sitt slott och sina lämningar från medeltiden och sin stadskärna med skuggiga torg samt flera gågator. I staden finns det flera hotell, restauranger och kaféer och en campingsplats i närheten av slottet. Dessutom har Surgères många fritidsaktiviteter som bio, stadsbibliotek, kulturhus och flera fritidsverksamheter som simbässang, stadion för rugby och idrottsplats.

## Bilder på Surgères

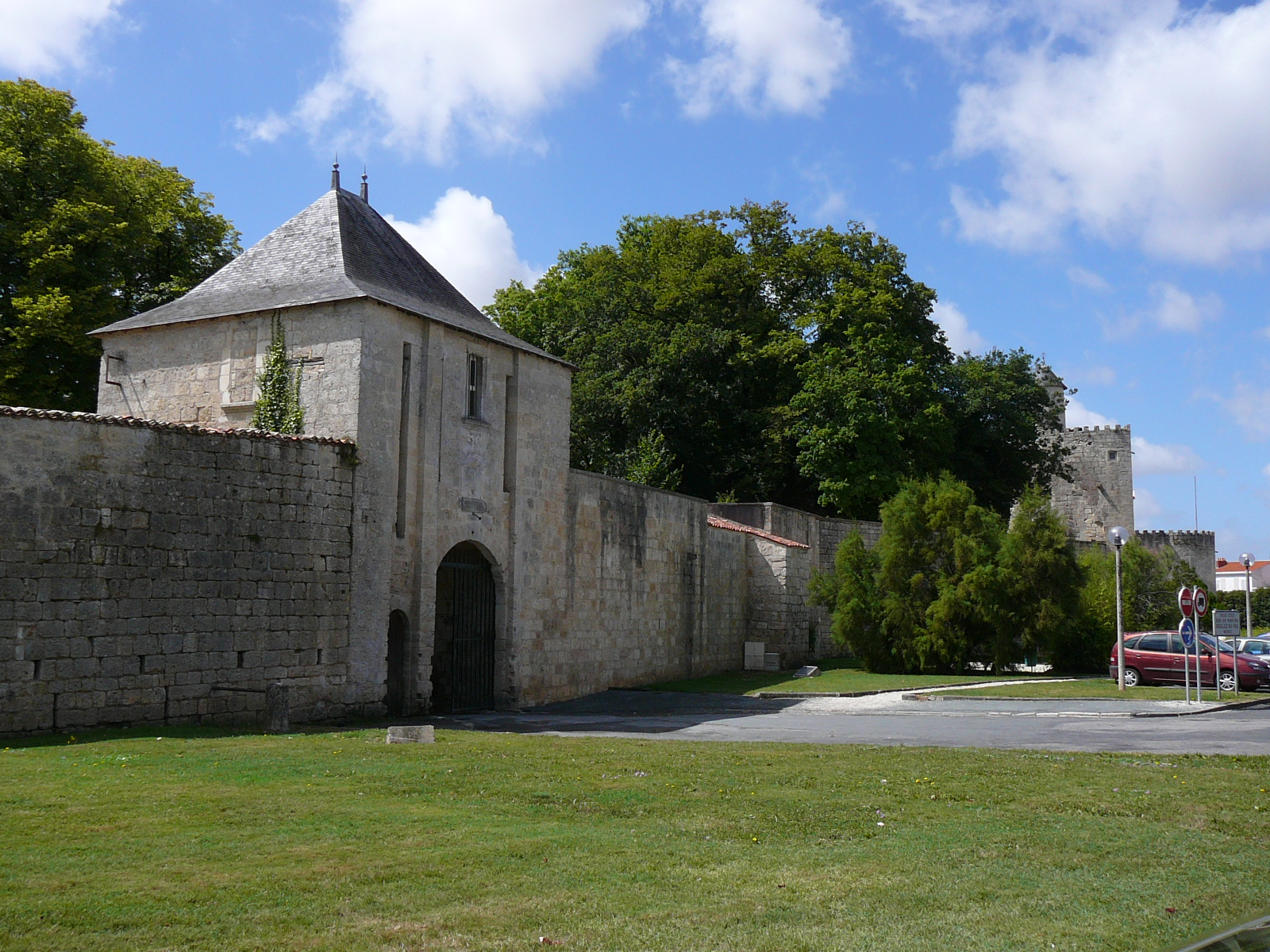
Fästningsvallarna och stadsporten.
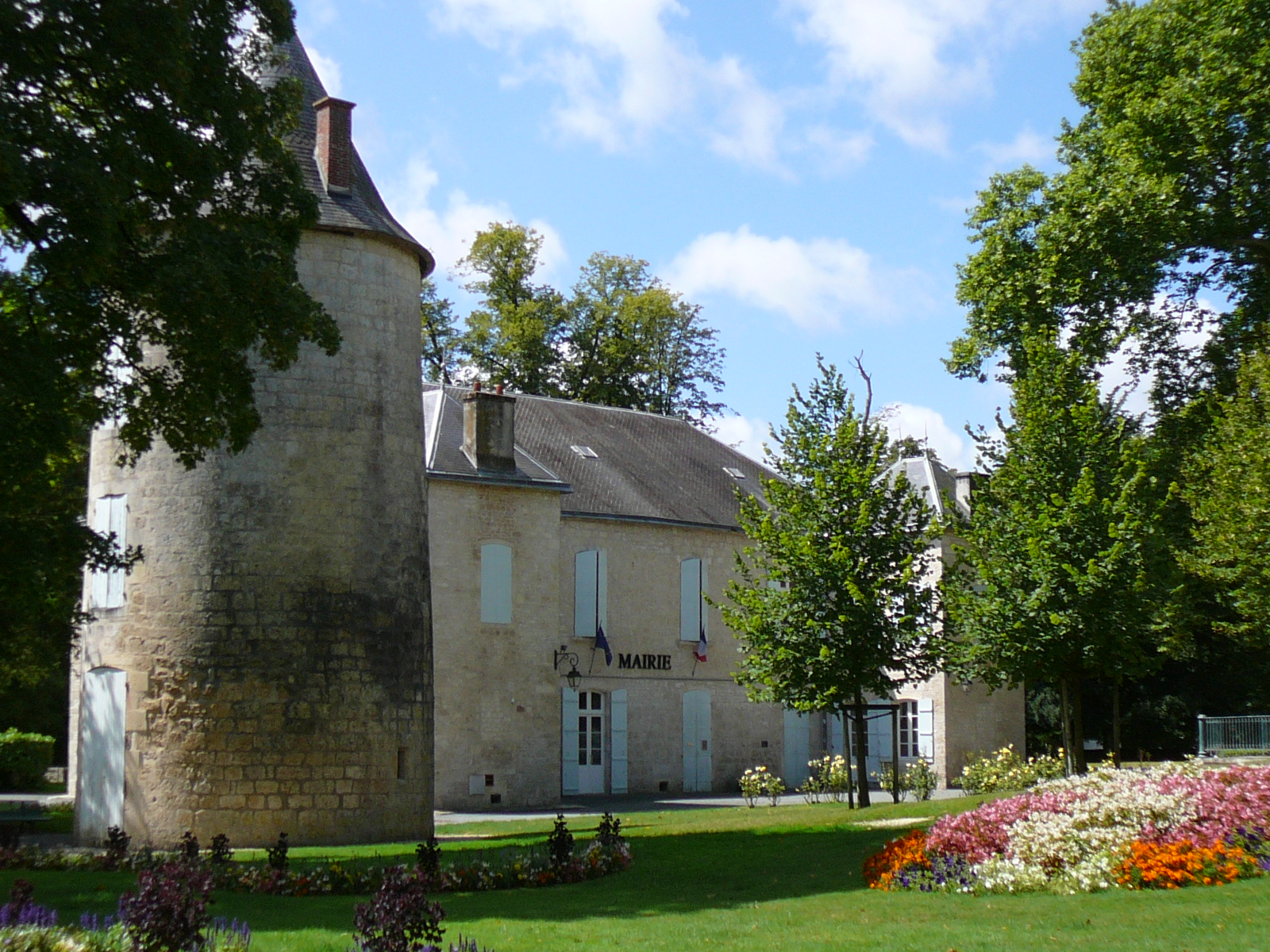
Rådhuset och tornet.
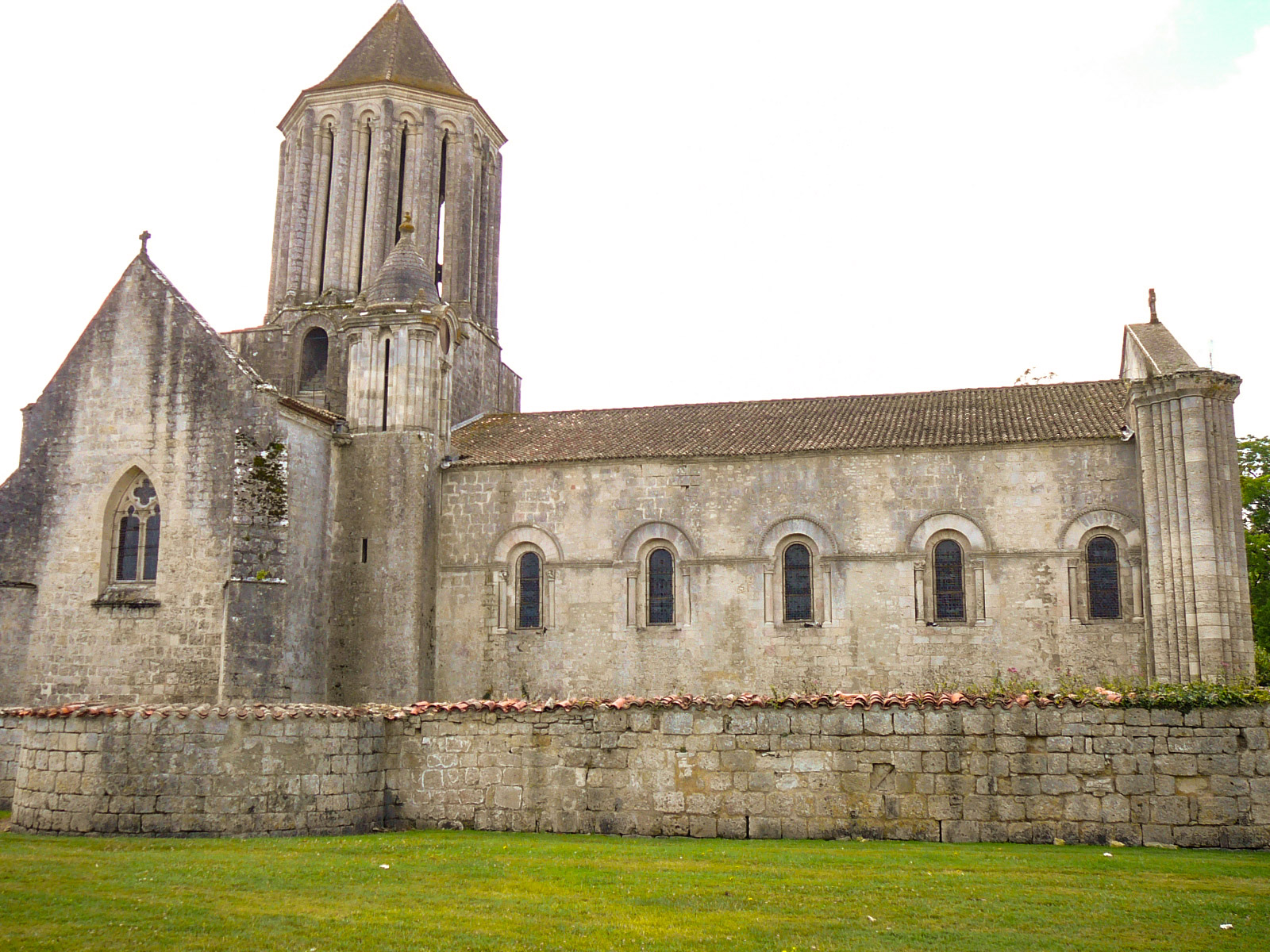
Den romanska kyrkan.
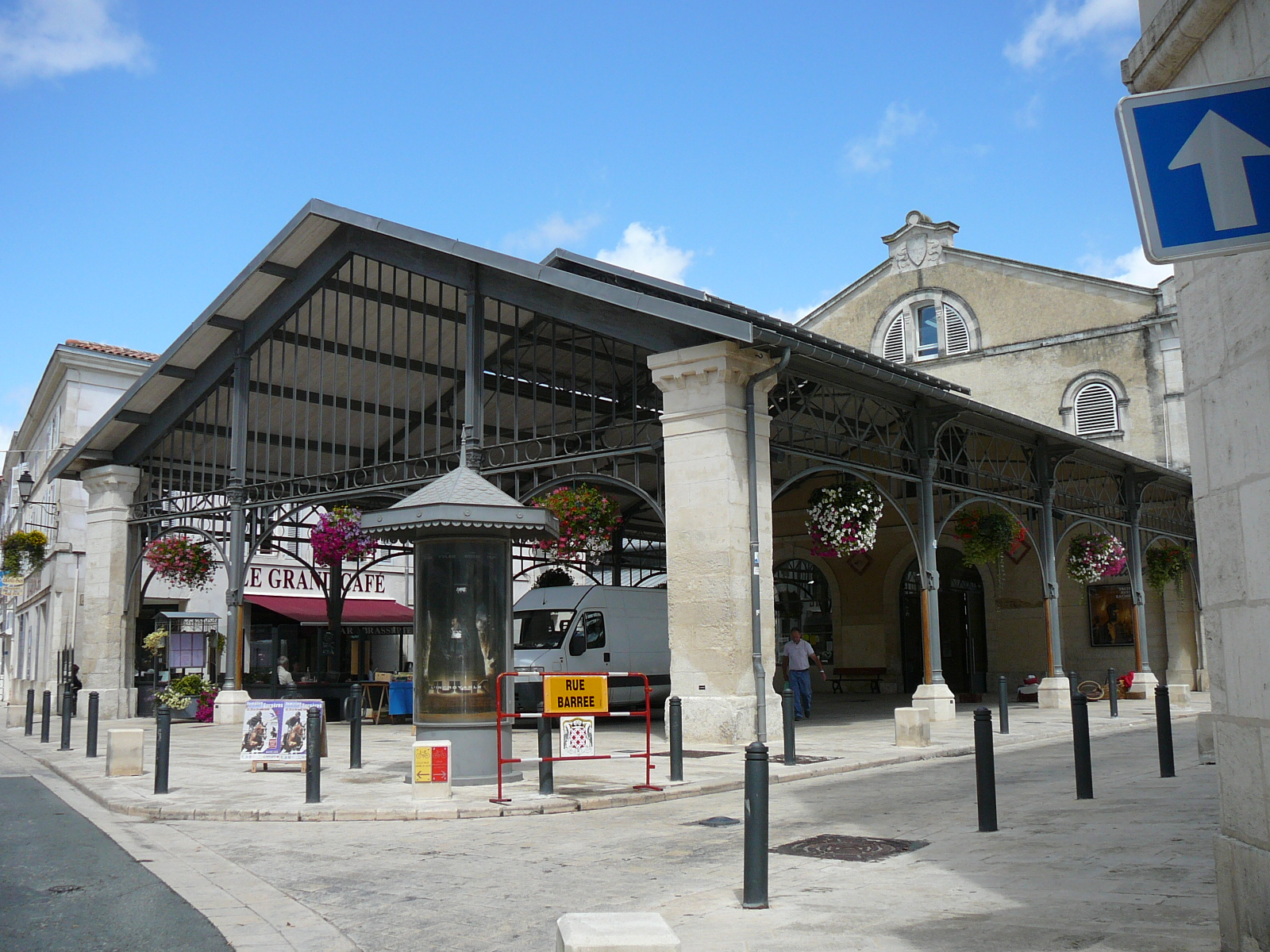
Saluhallen med Le Grand Café.